# Обручённые (фильм, 1941)
«Обручённые» (итал. I promessi sposi) — фильм-драма 1941 года режиссёра Марио Камерини, с участием популярных актёров итальянского кино 1930-х — 1940-х годов Джино Черви и Дины Сассоли. Экранизация одноимённого романа Алессандро Мандзони, одного из наиболее известных произведений итальянской литературы XIX века.

## Сюжет
Действие фильма разворачивается в Ломбардии XVII века, находившейся под испанским владычеством. 7 ноября 1628 года в небольшой деревеньке Пескаренико, находящейся у озера Комо, звонит колокол. В это время возвращающегося со службы священника дона Аббондио останавливают двое бандитов. Священник должен на следующий день скрепить союз между обручёнными Ренцо Трамальяно и Лучией Монделлой. Бандиты под угрозой расправы принуждают дона Аббондио отказаться от венчания влюблённой пары. Предводитель шайки, дон Родриго, увлечён девушкой, и желая воспрепятствовать браку, подослал этих молодчиков.
Дон Аббондио серьёзно напуган; вскоре приходит Ренцо, и священник начинает придумывать различные отговорки. Однако правда вскоре всплывает. Из уст Перпетуи, болтливой служанки дона Аббондио, Ренцо узнаёт причину обрушившегося несчастья. Влюблённые решают на какое-то время расстаться и скрыться в разных направлениях. Ренцо по совету добрейшего отца Кристофоро едет к родственникам в Милан, а Лучия находит убежище в монастыре в Монце.
В результате предательства со стороны настоятельницы монастыря Лучия похищена и доставлена в замок влюблённого в неё бандита, дона Родриго. После бессонной ночи циничный и жестокий доселе предводитель бандитов, мучимый сомнениями, угрызениями совести и раскаянием, решает добиться аудиенции у приехавшего в Монцу кардинала Федериго Борромео. Кардинал прощает дону Родриго все прегрешения и просит отпустить несчастную девушку. Дон Родриго прислушивается к словам кардинала и решает начать новую жизнь честного человека.
Ренцо, узнав, что Лучия после пленения в замке у дона Родриго обосновалась в Милане, начинает её поиски. Между тем в городе разразилась небывалая вспышка эпидемии чумы. Сам Ренцо уже переболел этой страшной болезнью и теперь вынужден обходить все городские лазареты в поисках Лучии. В одном из лазаретов он находит умирающего дона Родриго и прощает ему всё причинённое зло. Наконец встреченная им Лучия признаётся, что дала обет безбрачия, дабы господь отвратил от неё и её близких все невзгоды; но присутствующий при встрече отец Кристофоро освобождает её от этой клятвы.

## В ролях
- Джино Черви — Ренцо Трамальяно
- Дина Сассоли — Лучия Монделла
- Руджеро Руджери — кардинал Федериго Борромео
- Армандо Фалькони — дон Аббондио
- Энрико Глори — дон Родриго
- Карло Нинчи — дон Кристофоро
- Эви Мальтальяти — монахиня из Монцы, которую зовут «Синьора»
- Инес Дзаккони — Перпетуа
- Джильда Марчио — Аньес Монделла, мать Лучии
- Энцо Билотти — Антонио Феррер

## Премьеры
- Италия — 19 декабря 1941 года[1].
- Испания — 1942 год[1].
- Франция — 28 апреля 1943 года[1].
- США — 30 октября 1948 года[1].